# 134e division d'infanterie (France)
Pour les articles homonymes, voir 134e division.
La 134e division d'infanterie est une division d'infanterie de l'armée de terre française qui a participé à la Première Guerre mondiale.

## Les chefs de la134edivisiond'infanterie
- 10 août 1916 - 17 octobre 1917 : général Albert Baratier
- 17 octobre 1917 - janvier 1919 : général Henri Petit

## Composition
- infanterie  :

334e régiment d'infanterie d'août à novembre 1916
56e régiment d'infanterie territoriale d'août 1916 à mars 1917 (rejoint la 216e brigade territoriale)
250e régiment d'infanterie territoriale d'août 1916 à mars 1917 (rejoint la 216e brigade territoriale)
298e régiment d'infanterie territoriale d'août 1916 à mars 1917 (rejoint la 216e brigade territoriale)
300e régiment d'infanterie de février à novembre 1917 (dissolution)
63e régiment d'infanterie de février 1917 à novembre 1918
100e régiment d'infanterie de février 1917 à novembre 1918
65e régiment d'infanterie de novembre 1917 à novembre 1918
D'août à novembre 1916, les 334e RI et 298e RIT sont regroupés dans la 115e brigade et les 56e et 250e RIT dans la 314e brigade. À partir de novembre 1916, les brigades disparaissent et l'infanterie de la division est directement rattachée à l'infanterie divisionnaire (ID).
- cavalerie :

1 escadron du 2e régiment de chasseurs d'Afrique de janvier 1917 à novembre 1918
- artillerie :

1 groupe de 90 du 23e régiment d'artillerie de janvier à juillet 1917
3 groupes de 75 du 223e régiment d'artillerie de juillet 1917 à novembre 1918
101e batterie du 223e régiment d'artillerie de janvier à novembre 1918
5e groupe de 155 C du 134e régiment d'artillerie de juillet à novembre 1918
- génie :

compagnie 7/14 du 4e régiment du génie
1 bataillon du 23e régiment d'infanterie territoriale d'août à novembre 1918

## Historique

### 1916
- Constituée le 18 août 1916 à partir des 115e et 314e brigades de la 133e division d'infanterie.

- 18 août 1916 – 19 avril 1917 : occupation d'un secteur entre la frontière suisse et le canal du Rhône au Rhin, réduit à gauche, du 1er décembre 1916 au 13 mars 1917, jusque vers Carspach.

### 1917
- 19 avril – 11 juin : retrait du front ; travaux et instruction vers Belfort. À partir du 25 mai, mouvement, par Luxeuil et Plombières-les-Bains, vers Épinal ; repos et instruction au camp d'Arches.
- 11 juin – 23 septembre : transport par V.F., de la région d'Epinal, dans celle de Mourmelon-le-Grand. À partir du 14 juin, occupation d'un secteur vers le Téton et Auberive-sur-Suippe.

21 juin : attaque allemande vers le Téton.
14 - 16 juillet : attaques françaises locales.
- 23 septembre – 12 octobre : retrait du front ; repos vers Damery.
- 12 octobre 1917 – 29 janvier 1918 : mouvement vers le front, et occupation d'un secteur entre Bétheny et Courcy.

### 1918
- 29 janvier – 17 février : retrait du front et mouvement par Reims, vers Damery ; repos.
- 17 février – 15 juillet : occupation d'un secteur entre les lisières est de Reims et Bétheny, étendu à gauche, le 31 mars, jusque vers les Cavaliers de Courcy. À partir du 27 mai, engagée dans la 3e Bataille de l'Aisne : résistance aux lisières nord de Reims ; organisation du front entre les lisières nord et ouest de Reims et Ormes.

18 juin : puissante attaque allemande repoussée.
- 15 - 18 juillet : engagée dans la 4e Bataille de Champagne
- 18 juillet – 26 août : engagée dans la 2e Bataille de la Marne : violents combats pour dégager Reims, puis stabilisation et organisation du front.
- 26 août – 1er octobre : retrait du front ; repos vers Pierry, puis dans la région de Vertus ; à partir du 15 septembre, mouvement vers le sud-est de Fismes, par Orbais-l'Abbaye, Montmirail, Saint-Martin-d'Ablois et Crugny.
- 1er – 4 octobre : poursuite vers l'Aisne ; engagée dans la Bataille de Saint-Thierry : offensive depuis la région Romain, Ventelay jusqu'à la ferme de Loge-Fontaine et Bouffignereux ; puis progression vers l'Aisne, atteinte le 2 octobre.
- 4 – 14 octobre : retrait du front ; regroupement à Muizon. À partir du 7 octobre, transport par camions vers Souain ; repos.
- 14 – 29 octobre : occupation d'un secteur de combat dans la région de Vouziers ; du 16 au 20 octobre, engagée vers Vouziers et Condé-lès-Vouziers. Passage de l'Aisne ; combat de Chestres.

21 - 23 octobre : contre-offensives allemandes, puis stabilisation du front et organisation d'un secteur de fin de combat.
- 29 octobre – 11 novembre : retrait du front ; mouvement vers Bétheniville ; repos dans la région de Pont-Faverger.

### 1919
La division est dissoute en janvier 1919.

## Rattachements
- Affectation organique : août 1916 à novembre 1918 : 34e corps d'armée

- 4e armée

11 juin – 24 septembre 1917
29 mars – 29 mai 1918
6 octobre – 11 novembre 1918
- 5e armée

24 septembre 1917 – 29 mars 1918
29 mai – 6 octobre 1918
7e armée
18 août 1916 – 11 juin 1917

### Sources et bibliographie
- AFGG, vol. 2, t. 10 : Ordres de bataille des grandes unités : divisions d'infanterie, divisions de cavalerie, 1924, 1092 p. (lire en ligne).